# جوایز ویدئو موسیقی ام‌تی‌وی ۲۰۱۱
جایزه ام‌تی‌وی ۲۰۱۱ مراسمی بود که در تاریخ ۲۸ اوت ۲۰۱۱ در تئاتر نوکیا برای انتخاب بهترین نماهنگ سال ۲۰۱۰ برگزار شد. کیتی پری بیشترین نامزدی در ده رشته و ادل و کانیه وست در هفت قسمت نامزد شدند.
در این مراسم، کتی پری برنده سه جایزه شد، از جمله جایزه ام‌تی‌وی برای نماهنگ سال برای «آتش‌بازی». آدل نیز موفق به کسب سه جایزه شد، در زمینه‌های فنی، از جمله بهترین فیلمبرداری برای «غوطه‌ور در ژرفا» بریتنی اسپیرز هم برنده دو جایزه شد، بهترین ویدئو پاپ برای «تا دنیا دنیاست» و جایزه ویدئوی طلایه‌دار برای نفوذ خود در کسب و کار موسیقی. لیدی گاگا نیز موفق به کسب دو جایزه شد، از جمله‌های بهترین ویدئوی زن برای «این گونه زاده شده‌ام». برندگان دیگر شامل بیانسه، جاستین بیبر، تایلر، د کریتور، نیکی میناژ، کانیه وست، فو فایترز و بیستی بویز بودند که هرکدام یک جایزه بردند.

## جوایز
نامزدها در تاریخ ۲۰ ژوئیه ۲۰۱۱ اعلام شدند. برندگان به صورت ضخیم هستند.

### بهترین نماهنگ سال

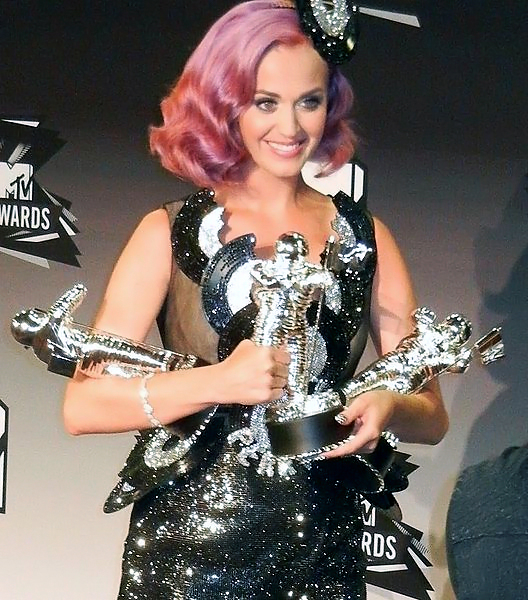
کتی پری با جوایز خود، از جمله نماهنگ سال

کیتی پری — "آتش‌بازی"
- ادل — "غوطه‌ور در ژرفا"
- بیستی بویز — "Make Some Noise"
- برونو مارس — "نارنجک"
- تایلر، د کریتور — "Yonkers"

### بهترین نماهنگ مرد
جاستین بیبر — "لبخند بزن"
- امینم (با ریانا) — "دروغ گفتنت را دوست دارم"
- سی-لو گریم — "Fuck You"
- برونو مارس — "نارنجک"
- کانیه وست (با ریانا و کید کادی) — "همه نورها"

### بهترین نماهنگ زن
لیدی گاگا — "این گونه زاده شده‌ام"
- ادل — "غوطه‌ور در ژرفا"
- بیانسه — "دنیا را می‌گرداند (دختران)"
- نیکی میناژ — "سوپربیس"
- کیتی پری — "آتش‌بازی (ترانه)"

### بهترین نماهنگ پاپ
بریتنی اسپیرز — "تا دنیا دنیاست"
- ادل — "غوطه‌ور در ژرفا"
- برونو مارس — "نارنجک"
- کیتی پری — "آخرین شب جمعه (تی‌جی‌آی‌اف)"
- پیت‌بول (خواننده) (با نی-یو، نیر (خواننده) و افروجک) — "همه چیز را به من بده"